# Wilhelm Zipperer
Wilhelm Paul Johannes Zipperer (* 18. Dezember 1847 in München; † 9. Oktober 1911 in Würzburg) war ein deutscher Pädagoge und Schriftsteller. Zipperer war Autor zahlreicher bayerischer Mundartdichtungen.

## Leben
Wilhelm Zipperer war der Sohn des Münchener Buchhändlers und Antiquars Paul Zipperer. Er besuchte das humanistische Gymnasium und studierte an der Münchener Universität zunächst Theologie, dann Klassische Philologie und Philosophie. 1873 bestand er den Staatskonkurs und wurde kurze Zeit später als Lehramtsassistent an die Studienanstalt nach Würzburg berufen. 1875 wurde er mit einer Dissertation über die Tragödie Die Phönikerinnen des griechischen Dichters Euripides (De Euripidis Phoenissarum versibus suspectis et interpolatis) an der Universität Würzburg zum Dr. phil. promoviert. Im August 1875 erhielt er ein Reisestipendium von 1200 Gulden, das er für Besuche der Archäologischen Institute in Rom und Athen nutzte.
Nach seiner Rückkehr wurde Zipperer wieder als Lehrer am Neuen Gymnasium, dem heutigen Riemenschneider-Gymnasium, in Würzburg angestellt und 1886 zum Gymnasialprofessor ernannt. 1898 wurde er Rektor des Gymnasiums in Münnerstadt. Als Rektor des Münnerstädtischen Gymnasiums unterstützte er oftmals ärmere Schüler, unter anderem mit gemeinsamen Theaterbesuchen. 1905 wurde er zum Rektor des Neuen Gymnasiums in Würzburg ernannt. Im Mai 1907 inszenierte er in Würzburg eine  vielbeachtete musikalische und schauspielerische Schüleraufführung von Sophokles’ Drama Antigone. Er führte außerdem als neuen didaktisch-methodischen Ansatz Führungen durch Würzburger Betriebe in den Schulalltag ein.
Zipperer unternahm ausgedehnte Reisen in fast alle Länder Europas. Dabei blieb er seiner bayerischen Heimat stets verbunden, deren Sitten, Bräuche und Sagen er gründlich studierte. Alljährlich begab er sich auf ausgedehnte Wanderungen in die Bayerischen und Tiroler Alpen. Er gehörte zu den Mitbegründern der Würzburger Sektion des Alpenvereins. Den Dialekt seiner altbayerischen Heimat beherrschte er meisterhaft, was sich auch in seinen Veröffentlichungen zeigte. Nach dem Vorbild von Johann Peter Hebel verfasste er einige Gedichte in Hexameterform.
1909 erhielt er den Titel eines Oberstudienrates. Seit diesem Jahr litt Zipperer an einer sarkomartigen Erkrankung, die ihn zunehmend schwächte. Am 1. September 1911 trat er in den Ruhestand und starb wenige Wochen später am 9. Oktober, im Alter von 63 Jahren, in Würzburg.

## Ehrungen
Wilhelm Zipperer war Ehrenmitglied der katholischen Studentenverbindungen KDStV Markomannia Würzburg (seit 1896), KDStV Cheruscia Würzburg, KStV Walhalla Würzburg, KStV Normannia Würzburg und der Unitas.

## Veröffentlichungen (Auswahl)
- De Euripidis Phoenissarum versibus suspectis et interpolatis. (Dissertationsschrift), Würzburg 1875. (Digitalisat.)
- Lumen de coelo. Fest-Gedicht zur Würzburger Feier des Goldenen Bischofs-Jubiläums S. H. Papst Leo XIII. Würzburg 1893.
- Gedichte in oberbairischer Mundart. Bamberg 1894.
- Lust's a weng' (vielmehr: wen'g)! Bamberg 1895.
- Das Bauernbundlied. München 1895.